# サン・ミジャン・デ・ラ・コゴージャ
サン・ミジャン・デ・ラ・コゴージャ(スペイン語: San Millán de la Cogolla: スペイン語発音: [san miˈʎan de la koˈɣoʎa])は、スペイン・ラ・リオハ州のムニシピオ（基礎自治体）。2016年の人口は240人。

## 歴史

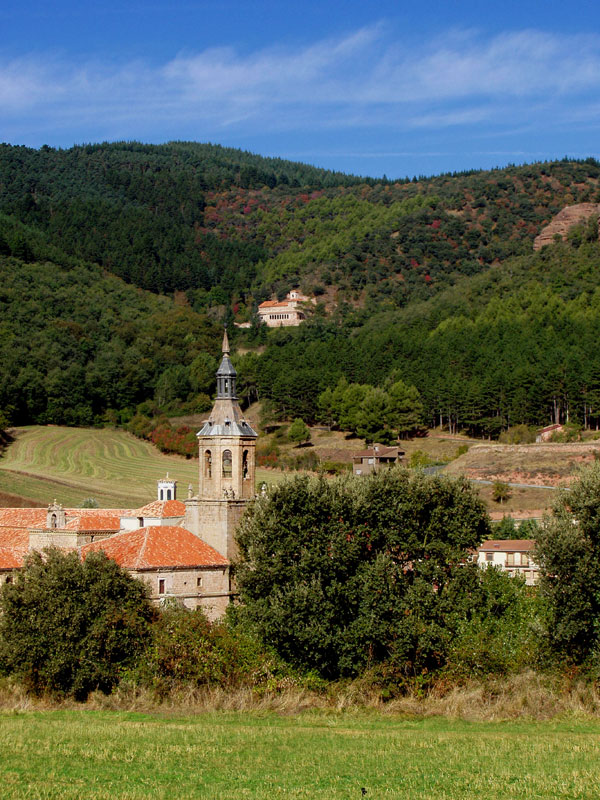
スソ修道院（奥）とユソ修道院（手前）

6世紀にこの地に暮らした聖エミリアヌス（スペイン語で聖ミジャン）と、頭巾（スペイン語でコゴージャ）のような形状を持つ周囲の山々が名称の由来である。1997年には「サン・ミジャンのユソ修道院とスソ修道院」が国際連合教育科学文化機関（ユネスコ）の世界遺産に登録された。
サン・ミジャンはスペイン語誕生の地であると主張している。この地域ではスペイン語が話されるが、この地域の地名の一部はバスク語に起源を持ち、1000年前にはバスク語が話されていた証拠がある。
近隣のナヘラにはユダヤ人が住んでいたが、カスティーリャ王国支配下の14世紀にはペドロ1世とエンリケ2世が争った内乱の影響を受けた。サン・ミジャンの礼拝堂の監督官の要請により、1369年10月15日、エンリケ2世は「カトリックの男女、ムーア人の男女は、ユダヤ人に対して負っていた債務を直ちに返済しなければならない」と命じた。ところが1371年9月10日、国王はサン・ミジャンの大修道院長とすべての修道士を、彼らがナヘラの戦い以降にユダヤ人に対して負っていた債務から解放した。

## 人口
| サン・ミジャン・デ・ラ・コゴージャの人口推移 1857－2010 |
|                                                         |
| 出典:INE（スペイン国立統計局）1900年 - 1991年、1996年 - |

## 政治
| 任期      | 首長名                        | 政党                     |
| --------- | ----------------------------- | ------------------------ |
| 1979–1983 | Santiago Lerena Alesanco      | 民主中道連合(UCD)        |
| 1983–1987 | Santiago Lerena Alesanco      | 国民同盟(AP)             |
| 1987–1991 | Millán Ángel Baltanás Lorenzo | スペイン社会労働党(PSOE) |
| 1991–1995 | Millán Ángel Baltanás Lorenzo | スペイン社会労働党(PSOE) |
| 1995–1999 | Eladio Cañas Ureta            | 国民党(PP)               |
| 1999–2003 | Eladio Cañas Ureta            | 国民党(PP)               |
| 2003–2007 | Eladio Cañas Ureta            | 国民党(PP)               |
| 2007–2011 | María Pilar Mendoza Martínez  | スペイン社会労働党(PSOE) |
| 2011–2015 | María Pilar Mendoza Martínez  | スペイン社会労働党(PSOE) |
| 2015–2019 | Raquel Fernández Tejerina     | 国民党(PP)               |
| 2019–2023 | n/d                           | n/d                      |
| 2023–     | n/d                           | n/d                      |

## 世界遺産

### 登録対象
1997年には「サン・ミジャンのユソ修道院とスソ修道院」が国際連合教育科学文化機関（ユネスコ）の世界遺産に登録された。世界遺産センターは以下のふたつをこの物件の登録対象としている（英語名は世界遺産センターによる）。

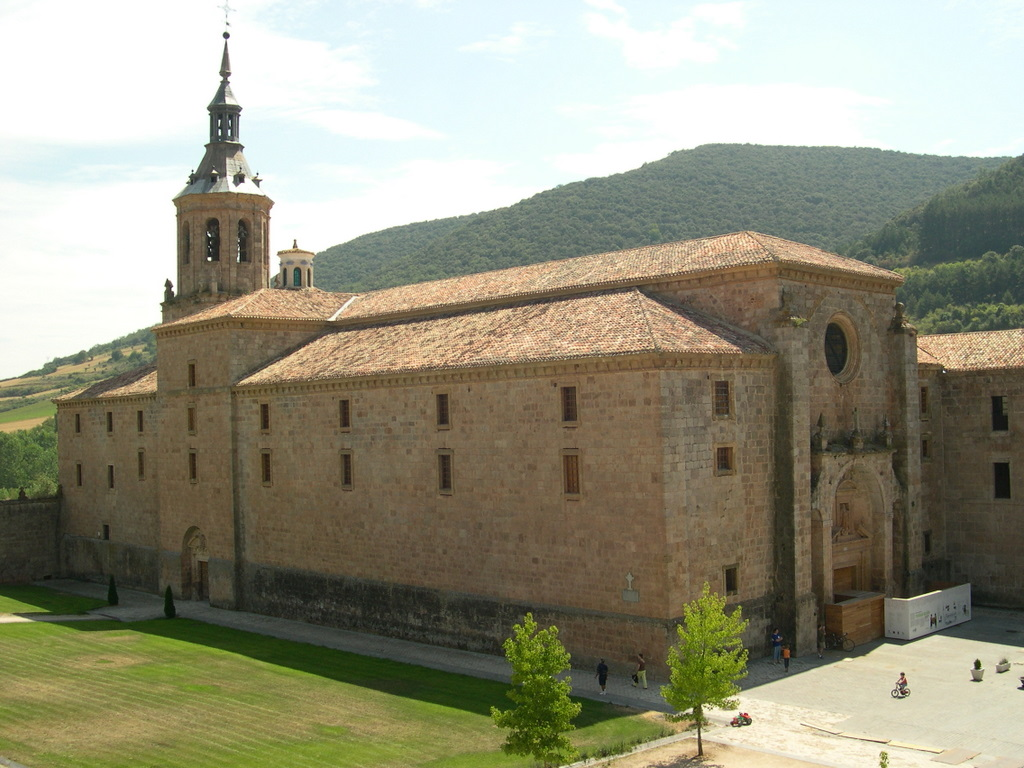
ユソ修道院（スペイン語版）と修道院菜園群（Yuso Monastery and Monastic Kitchen Gardens, 世界遺産登録ID 805-001）
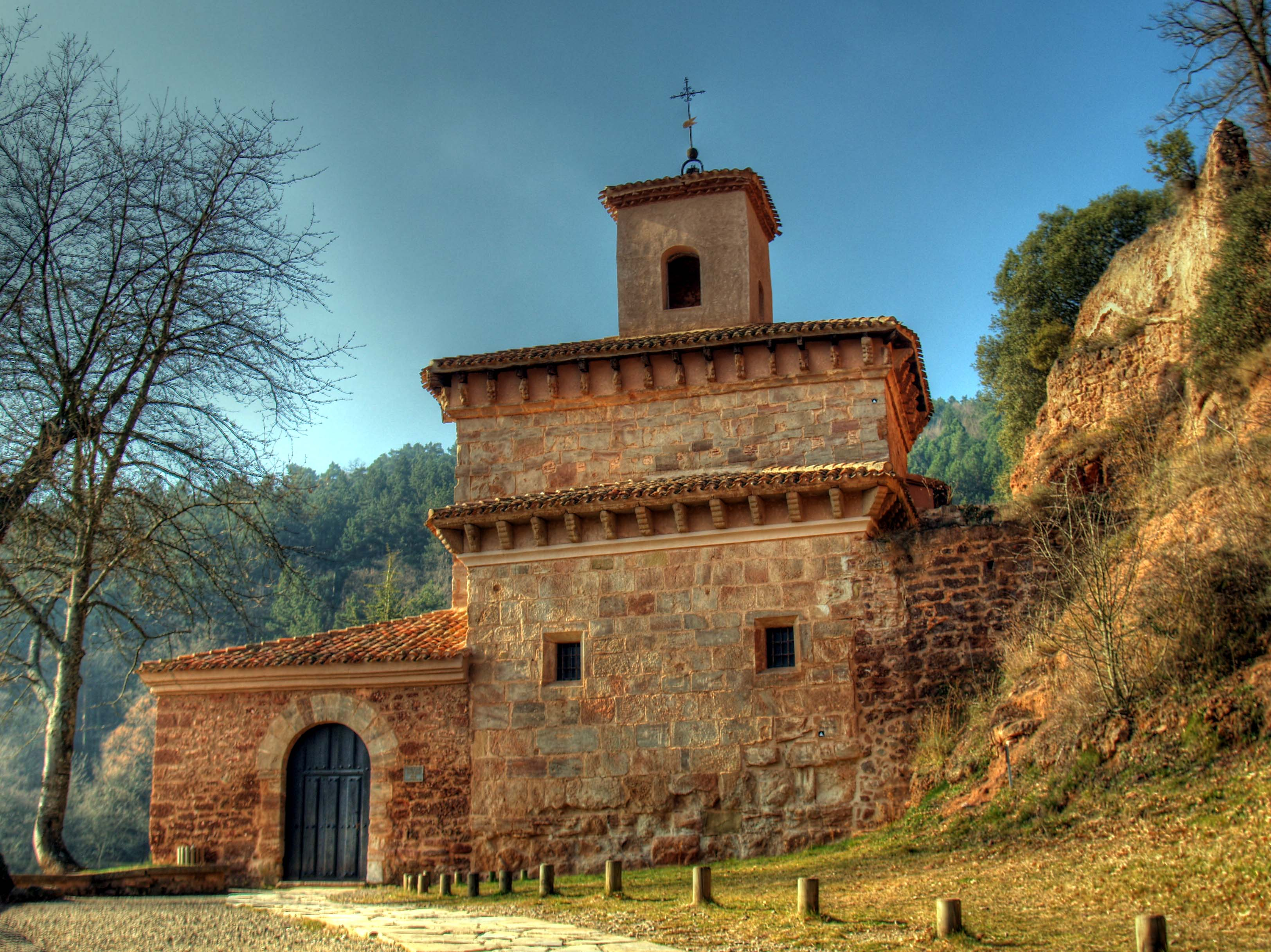
スソ修道院（スペイン語版）と考古学的遺跡群（Suso Monastery and Archaeological Sites, ID 805-002）

### 登録基準
この世界遺産は世界遺産登録基準のうち、以下の条件を満たし、登録された（以下の基準は世界遺産センター公表の登録基準からの翻訳、引用である）。
- (2) ある期間を通じてまたはある文化圏において、建築、技術、記念碑的芸術、都市計画、景観デザインの発展に関し、人類の価値の重要な交流を示すもの。
- (4) 人類の歴史上重要な時代を例証する建築様式、建築物群、技術の集積または景観の優れた例。
- (6) 顕著で普遍的な意義を有する出来事、現存する伝統、思想、信仰または芸術的、文学的作品と直接にまたは明白に関連するもの（この基準は他の基準と組み合わせて用いるのが望ましいと世界遺産委員会は考えている）。

- ユソ修道院（スペイン語版）
- スソ修道院（スペイン語版）